# Kallima sangira
Kallima sangira är en fjärilsart som beskrevs av Talbot 1932. Kallima sangira ingår i släktet Kallima och familjen praktfjärilar. Inga underarter finns listade i Catalogue of Life.